# Prendre un enfant
Clip vidéo
[vidéo] « Prendre un enfant (archive INA, 1979) », sur YouTube
Prendre un enfant est une chanson d'Yves Duteil issue de son album de 1977 Yves Duteil. Elle est sortie en single l'année suivante.
C'est l'une de ses chansons les plus connues.
Elle a été élue meilleure chanson française du XXe siècle, selon le mensuel Notre temps en 1987 et est arrivée en 1988 en tête d'un sondage organisé par la SACEM, RTL et Canal+, visant à déterminer le hit-parade des plus belles chansons du siècle.

## Développement et composition
La chanson a été écrite et composée par Yves Duteil lui-même.

## Liste des pistes
Single 7" 45 tours Pathé-Marconi-EMI 2C 008 - 14.607
A. Prendre un enfant (à Martine) (4:17)
B. Vole à tire d'ailes, nage à tire d'eau (2:05)

## Reprises
La chanson a été adaptée en plusieurs langues.
Elle a été enregistrée, entre autres, par Monika Martin (en allemand sous le titre Gib einem Kind deine Hand), Benny Neyman (dans une version néerlandaise intitulée Ode aan Maastricht, qui ne garde pas le sens original de la chanson), Nana Mouskouri (en français et en allemand), Kids United avec Claudio Capéo, Paul Roelandt (en néerlandais sous le titre Neem eens een kind bij de hand), Monika Martin avec Yvann (en allemand), Stefanie Hertel (en allemand), Peter Reber et Nina, André Rieu (dans une version multilingue de Ode aan Maastricht, intitulée Ode to Maastricht), Vox Angeli, Joan Baez et Miriam Makeba.
Elle est également utilisée dans le film 37°2 le matin de Jean-Jacques Beineix, chantée par Vincent Lindon jouant le rôle d'un gendarme.
En 2013, le groupe de punk-rock Opium du peuple reprend la chanson sur leur album La Révolte des Opiumettes, en modifiant légèrement les paroles.